# Oknos
Oknos var i grekisk mytologi en gestalt i underjorden, som tänktes evigt fläta rep som ett åsnesto, som stod bredvid Oknos, åt upp.
Okons arbete, som i antiken blev till ett ordspråk, framställdes i en berömd tavla av Polygnotos.